# Brian McGee (Musiker)
Brian McGee (* 8. März 1959 in Glasgow, Schottland) ist ein schottischer Schlagzeuger und Gründungsmitglied der Rockband Simple Minds, der er bis 1981 angehörte.

## Biografie
Von 1975 bis 1976 spielte er mit Jim Kerr, Charlie Burchill und anderen in der Anfängerband Biba-Rom! in Glasgow.
Im Jahre 1977 gründete er mit Jim Kerr, Charlie Burchill und John Milarky die Punkband Johnny And The Self Abusers. Nach einem halben Jahr löste sich diese Band auf, wagte jedoch 1978 unter dem Namen Simple Minds einen Neuanfang. Nachdem verschiedene Musiker gekommen und gegangen waren, fand sich Ende 1978 mit Brian McGee, Charlie Burchill, Jim Kerr, Derek Forbes und Michael MacNeil die Formation zusammen, die dann auch erste Schallplatten einspielte.
McGee wirkte an den Alben Life In A Day (1979), Real To Real Cacophony (1979), Empires And Dance (1980), Sons And Fascination (1981) und Sister Feelings Call (1981) mit und beschloss, müde von dem unaufhaltsamen Touren, die Band zu verlassen.
Bis 1985 spielte er dann in der lokalen schottischen Band Endgames, welche die beiden Alben Building Beauty und Natural einspielte.
Zusammen mit seinem ehemaligen Simple-Minds-Bandmitglied Derek Forbes ging er dann zu der Synthie-Pop-Band Propaganda und blieb bis 1995. Er spielte auf den Alben Wishful Thinking (1985) und 1234 (1990), sowie auf Robin Zanders Robin Zander (1993). McGees jüngerer Bruder ist der Sänger Owen Paul.